# Chiesa dei Santi Giovanni Battista e Rocco (Costa di Rovigo)
La chiesa dei Santi Giovanni Battista e Rocco è la parrocchiale di Costa di Rovigo, in provincia di Rovigo e diocesi di Adria-Rovigo; fa parte del vicariato di Lendinara-San Bellino.

## Storia

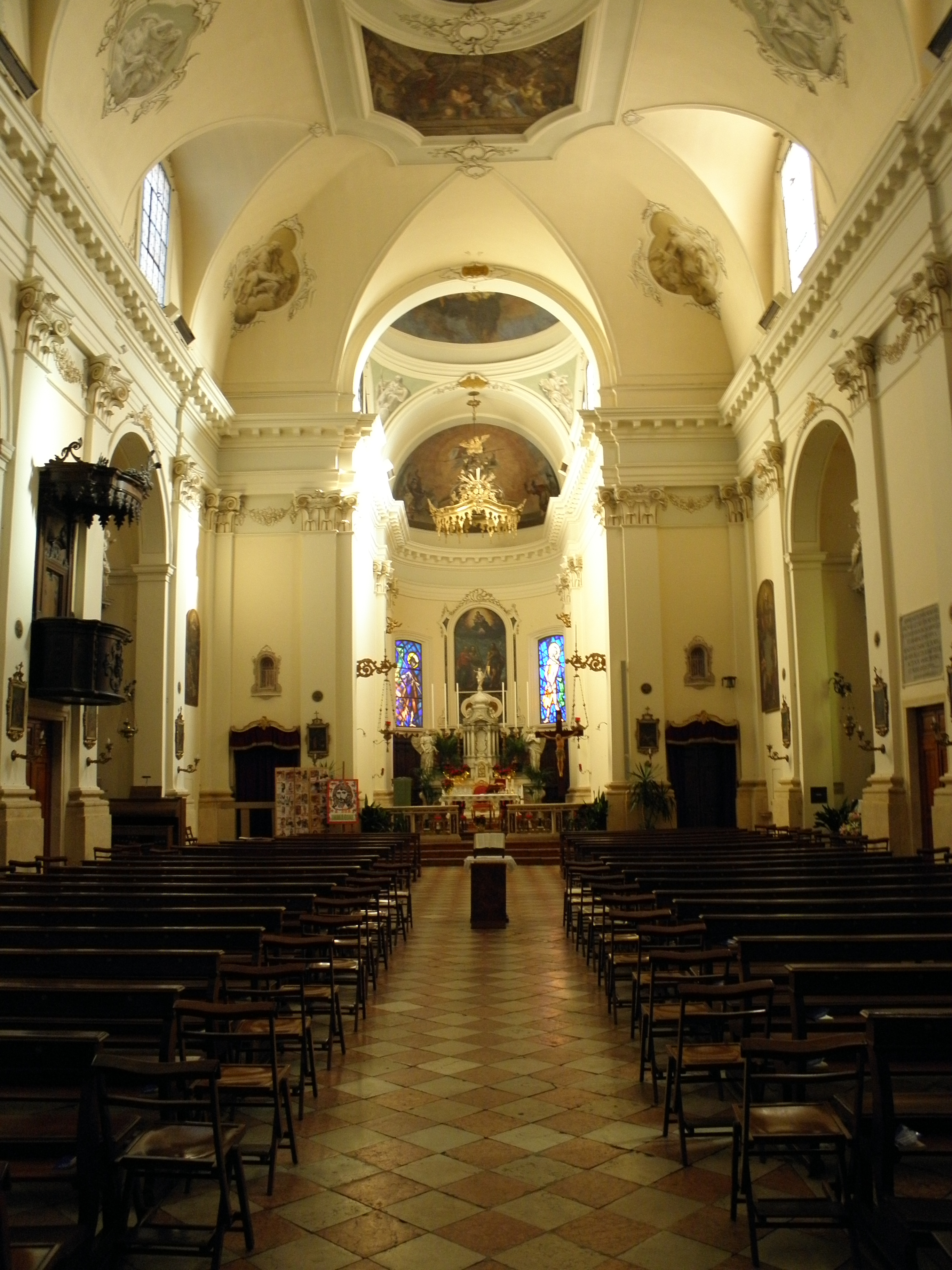
L'interno

La primitiva chiesa di Costa venne edificata tra il 1163 ed il 1167 successivamente al fatto che l'allora vescovo di Adria Vitale da Milano aveva rinunziato a quella villa in favore delle abbazie di Polirone e di Murano. Da un documento del 1299 s'apprende che l'originaria chiesetta era stata gravemente danneggiata a due esondazioni del fiume Po e che non era più in grado di soddisfare degnamente le esigenze della popolazione. Dalla relazione della visita del 1473 si apprende che la chiesa di Costa era stata completamente ricostruita e che era in giurispatronato solamente del monastero di San Cipriano di Murano. Nel 1560 l'abbazia muranese fu inglobata nel patriarcato di Venezia e la parrocchia di Costa seguì la stessa sorte. Grazie agli scritti relativi alla visita del 1604 si sa che detta chiesa era ad un'unica navata era dotata di tre ingressi, di fonte battesimale, di cinque altari e di campanile, il quale era stato eretto nel 1561. L'attuale parrocchiale venne costruita all'inizio del XIX secolo e nel 1820 fu abbellita con un ciclo di affreschi dipinti da Giambattista Canal. Infine, nel 1945 la chiesa passò dal patriarcato di Venezia alla diocesi di Adria.

## Campane
Il campanile attualmente ospita 6 campane, di nota reb3, mib3, fa3, solb3, lab3 più una sesta campana di nota reb4. Il concerto originario è stato fuso nel 1881 dalla fonderia Cavadini di Verona. Di questo concerto restano solamente la campana maggiore e la sesta (detta anche "sonello", suona solo come richiamo per le messe). Le altre campane sono tutte restituzioni belliche del 1947 della fonderia Pietro Colbachini di Bassano del Grappa (VI).

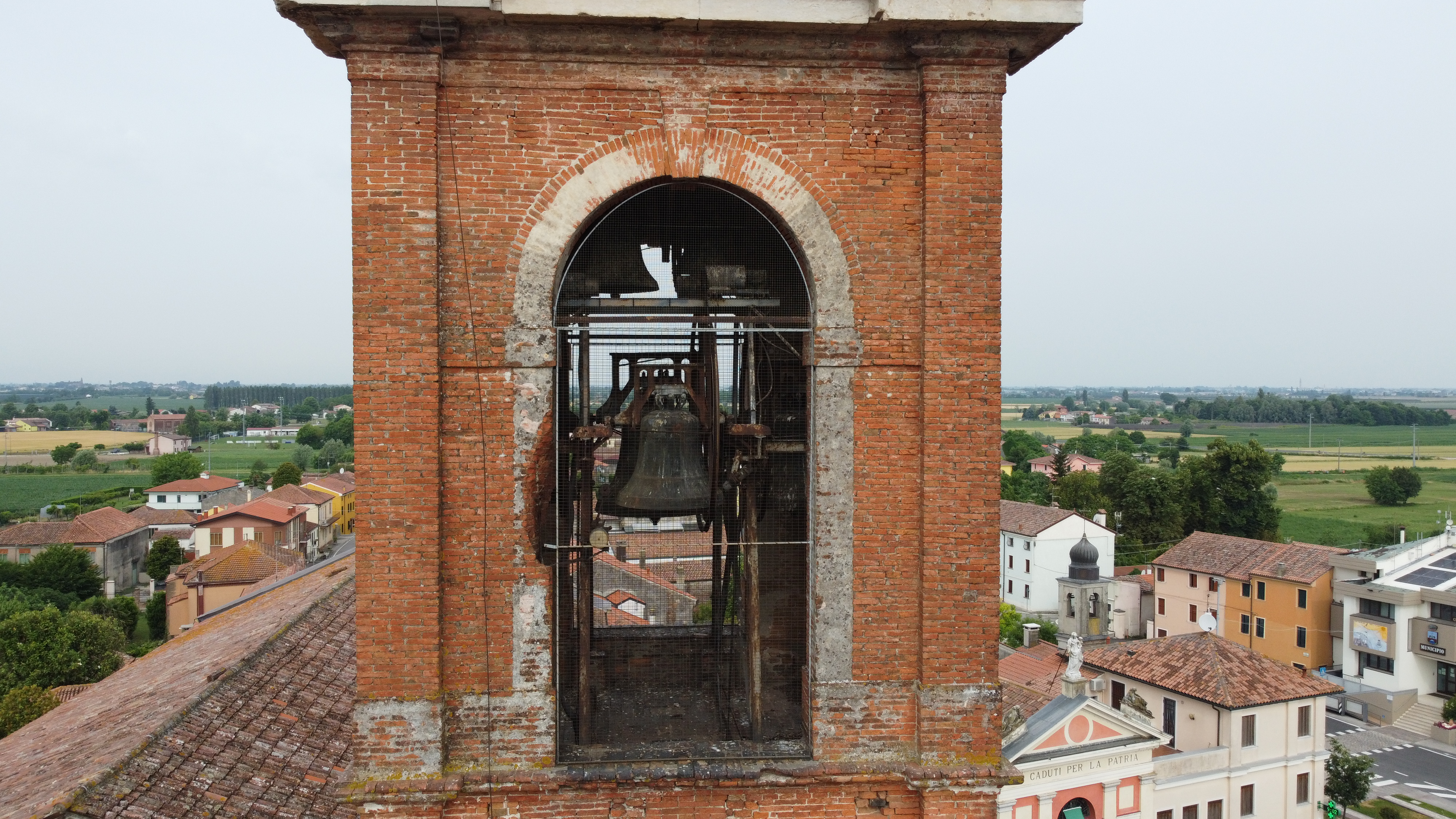
Panoramica delle campane di Costa di Rovigo

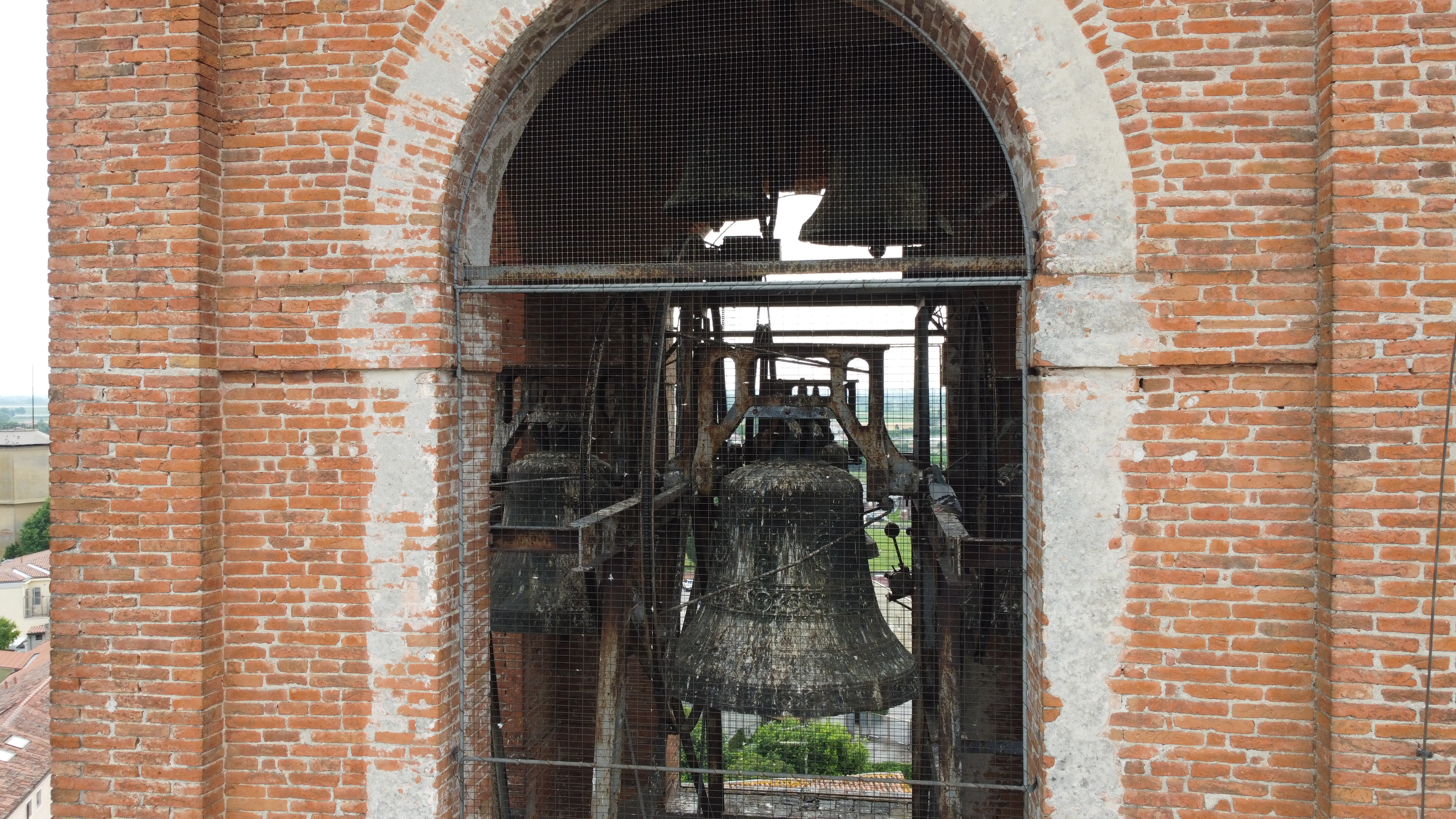
Foto delle campane: in primo piano la campana maggiore, sulla sinistra la seconda campana, in alto le due campane minori

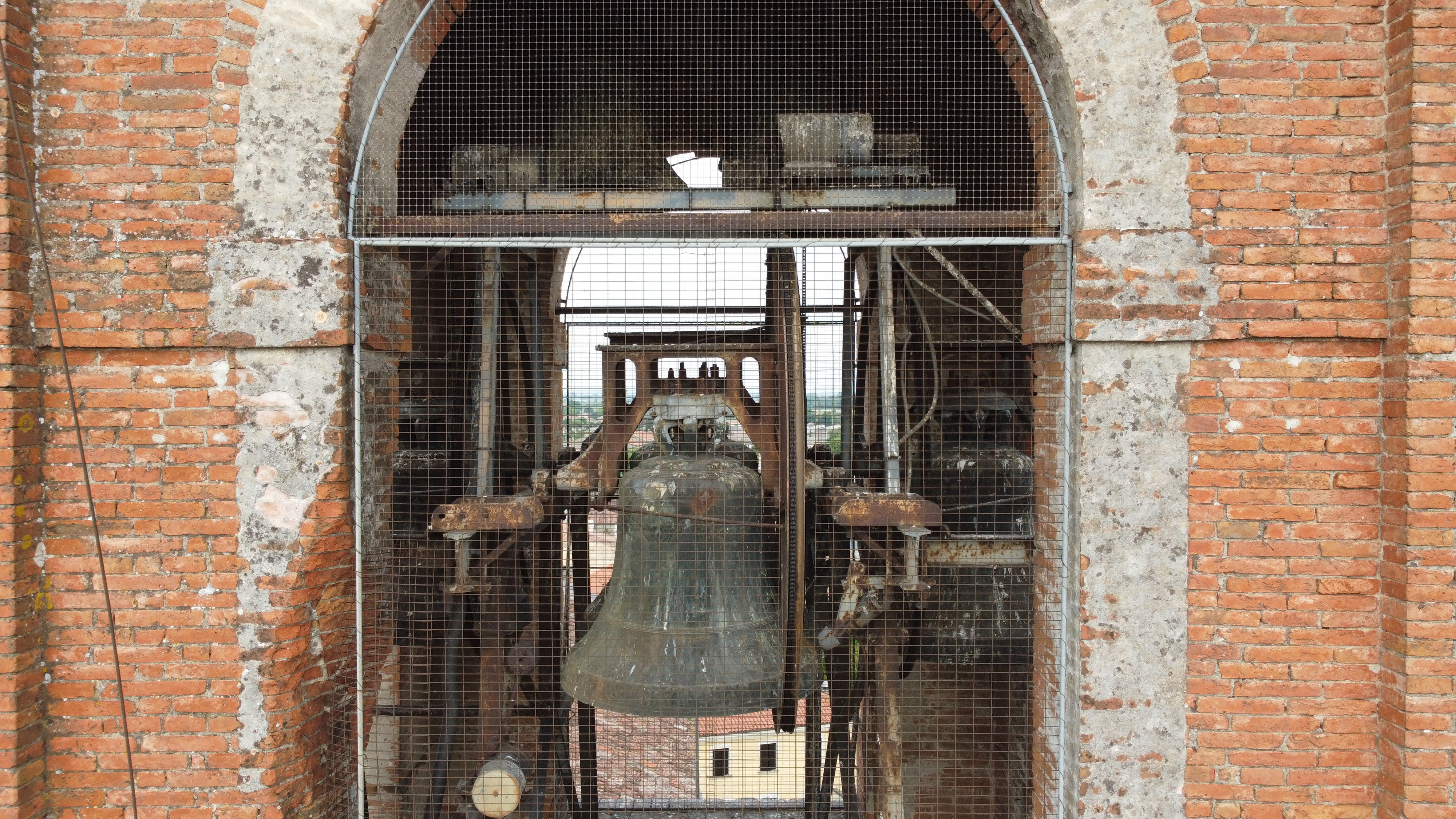
Foto delle campane: in primo piano la quarta campana, sulla sinistra la terza campana, sulla destra la seconda campana